# Carnival Breeze
Carnival Breeze je brod u vlasništvu Carnival Cruise Line. Treći i posljednji brod u Dream klasi koju djeli s Carnival Dream, Carnival Magic, Costa Diadema.
Kuma broda je Tracy Wilson Mourning. Kada je izgrađen u brodogradilištu Fincantieri bio je najveći brod ikada izgrađen u tom brodogradilištu dok se nije Carnival Vista izgradila.